# Камен Шербетов
Камен Шербетов е бивш български футболист, офанзивен полузащитник.
Роден е на 26 януари 1969 г. в Станке Димитров. Играл е за Марек, Славия, Чирпан, Спартак (Варна) и Металург. В А група има 147 мача и 26 гола. С отбора на Славия е бронзов медалист през 1991 г. Има 4 мача за в турнира Интертото през 1996 г. за Спартак (Вн).

## Статистика по сезони
- Марек – 1988/89 – Б група, 25/3
- Марек – 1989/90 – Б група, 36/9
- Славия – 1992/93 – А група, 20/1
- Чирпан – 1994/95 – Б група, 30/9
- Чирпан – 1995/96 – Б група, 35/6
- Спартак (Вн) – 1996/ес. - А група, 5/0
- Металург – 1996/97 – Б група, 26/4
- Металург – 1997/98 – А група, 29/3
- Металург – 1998/99 – А група, 28/2
- Марек – 1999/00 – В група, 31/12
- Марек – 2000/01 – Б група, 24/8
- Марек – 2001/02 – А група, 9/3